# Carlos Hathcock
Carlos Norman Hathcock, Jr., (20 de mayo de 1942 - 23 de febrero de 1999) fue un francotirador del Cuerpo de Marines de los Estados Unidos (USMC) con una hoja de servicios de 93 bajas confirmadas. El historial de Hathcock y los extraordinarios detalles de las misiones que llevó a cabo le convirtieron en una leyenda del Cuerpo de Marines de Estados Unidos. Se le rindió homenaje bautizando un fusil con su nombre: una variante del M21 bautizada como Springfield Armory M25 White Feather, por el apodo de White Feather (Pluma Blanca) que le dio a Hathcock el Ejército Popular de Vietnam del Norte (PAVN) durante la Guerra de Vietnam..

## Biografía
Hathcock nació en Little Rock, Arkansas, el 20 de mayo de 1942, hijo de Carlos Norman Hathcock I (1919-1985) y Mae Thompson (1920-1989). Creció en Wynne, Arkansas, y vivió con su abuela Myrtle (1900-2000) durante los primeros 12 años de su vida tras la separación de sus padres. Mientras visitaba a sus parientes en Mississippi, se aficionó al tiro y a la caza a una edad temprana, en parte por necesidad para ayudar a alimentar a su pobre familia. Iba al bosque con su perro y fingía ser un soldado para cazar soldados japoneses imaginarios con el Mauser alemán que su padre, veterano de dos guerras, trajo de la Segunda Guerra Mundial. Cazaba a esa temprana edad con un rifle de un solo tiro J. C. Higgins del calibre 22. Hathcock soñó con ser marine durante toda su infancia, por lo que el 20 de mayo de 1959, día en que cumplía 17 años, se alistó en el Cuerpo de Marines de Estados Unidos.
Hathcock se casó con Josephine "Jo" Bryan (de soltera Broughton; 1930-2016) en la fecha del cumpleaños del Cuerpo de Marines, el 10 de noviembre de 1962. Jo dio a luz a un hijo, al que llamaron Carlos Norman Hathcock III.

## Trayectoria
Antes de desplegarse en Vietnam del Sur, Hathcock había ganado campeonatos de tiro, incluyendo partidos en Camp Perry y la Copa Wimbledon. En 1966, Hathcock comenzó su despliegue en la guerra de Vietnam como policía militar y más tarde se convirtió en francotirador después de que el capitán Edward James Land forzara a los Marines a tener francotiradores en cada pelotón. Land reclutó más tarde a marines que habían batido sus propios récords de tiro; rápidamente encontró a Hathcock, que había ganado la Copa Wimbledon, el premio más prestigioso de tiro a distancia, en Camp Perry en 1965.

### Bajas confirmadas
Durante la guerra de Vietnam, Hathcock había confirmado 93 bajas de personal del Ejército de Vietnam del Norte (PAVN) y del Viet Cong. En la guerra de Vietnam, las bajas debían ser confirmadas por el observador del francotirador y un tercero, que debía ser un oficial. A menudo, los francotiradores no contaban con la presencia de un tercero, lo que dificultaba la confirmación, especialmente si el objetivo se encontraba tras las líneas enemigas, como solía ser el caso. El propio Hathcock calculó que había matado entre 300 y 400 enemigos durante la guerra de Vietnam.

### Confrontaciones con francotiradores del Ejército de Vietnam del Norte
El ejército norvietnamita puso una recompensa de 30 000 dólares por la vida de Hathcock por matar a tantos de sus soldados. Las recompensas ofrecidas por la PAVN a los francotiradores estadounidenses solían oscilar entre 8 y 2 000 dólares. Hathcock tenía el récord de la recompensa más alta y mató a todos los tiradores vietnamitas conocidos que le buscaron para intentar cobrarla. El Viet Cong y el EVN llamaban a Hathcock Lông Trắng, traducido como "White Feather", por la pluma blanca que llevaba en una cinta en su chambergo. Después de que un pelotón de francotiradores vietnamitas fuera enviado a cazar a "White Feather", muchos marines de la misma zona se pusieron plumas blancas para engañar al enemigo. Estos marines eran conscientes del impacto que tendría la muerte de Hathcock y se encargaron de convertirse en objetivos para confundir a los francotiradores contrarios.
Uno de los logros más famosos de Hathcock fue disparar a un francotirador enemigo a través de la mira de su propio rifle, alcanzándole en el ojo y matándole. Hathcock y John Roland Burke, su observador, estaban acechando al francotirador enemigo en la jungla cerca de la Colina 55, la base de fuego desde la que Hathcock estaba operando, al suroeste de Da Nang. El francotirador, conocido sólo como "Cobra", ya había matado a varios marines y se creía que había sido enviado específicamente para matar a Hathcock. Cuando Hathcock vio un destello (luz que se reflejaba en la mira del francotirador enemigo) en los arbustos, disparó contra él, atravesando la mira y matando al francotirador.  Repasando la situación, Hathcock concluyó que la única manera factible de que él le haya puesto una bala directamente en la mira telescópica del enemigo y atravesase su ojo, era mientras ambos se apuntaban al mismo tiempo y que él haya disparado primero, por lo que tuvo unos pocos segundos para actuar. Dada la duración de la trayectoria de las balas en largas distancias, los francotiradores se podrían haber matado simultáneamente. Hathcock tomó el fusil de su víctima, con la esperanza de llevárselo a casa como una especie de 'trofeo', pero luego que lo entregó y lo etiquetó, este fue robado de la armería.
Hathcock declaró en entrevistas que mató a una jefa de pelotón del Viet Cong llamada "Apache", con fama de torturar a marines estadounidenses cautivos, en los alrededores de la base de fuego de Hill 55. Sin embargo, estudiosos como Jerry Lembcke han puesto en duda el relato de Hathcock y cuestionado la existencia de "Apache".
Hathcock sólo se quitó una vez la pluma blanca de su sombrero de arbusto mientras estuvo desplegado en Vietnam.Durante una misión voluntaria días antes del final de su primer despliegue, se arrastró a lo largo de  1 372 metros de campo para disparar a un general del EVN.  No se le informó de los detalles de la misión hasta que la aceptó. Este esfuerzo le llevó cuatro días y tres noches sin dormir y con un constante arrastrarse centímetro a centímetro. Hathcock dijo que estuvo a punto de ser pisado mientras yacía camuflado con hierba y vegetación en un prado poco después de la puesta de sol. En un momento estuvo a punto de ser mordido por una víbora de bambú, pero tuvo la presencia de ánimo para evitar moverse y abandonar su posición. Cuando el general salió de su campamento, Hathcock disparó un solo tiro que alcanzó al general en el pecho, matándolo. Luego se arrepintió de haber hecho la misión, ya que luego de dar de baja al comandante norvietnamita, el EVN redobló los ataques en el área, aparentemente en represalia por la muerte de su General, haciendo que las bajas estadounidenses se incrementasen.
Tras esta misión, Hathcock regresó a Estados Unidos en 1967. Sin embargo, echaba de menos el Cuerpo de Marines y regresó a Vietnam en 1969, donde asumió el mando de un pelotón de francotiradores.

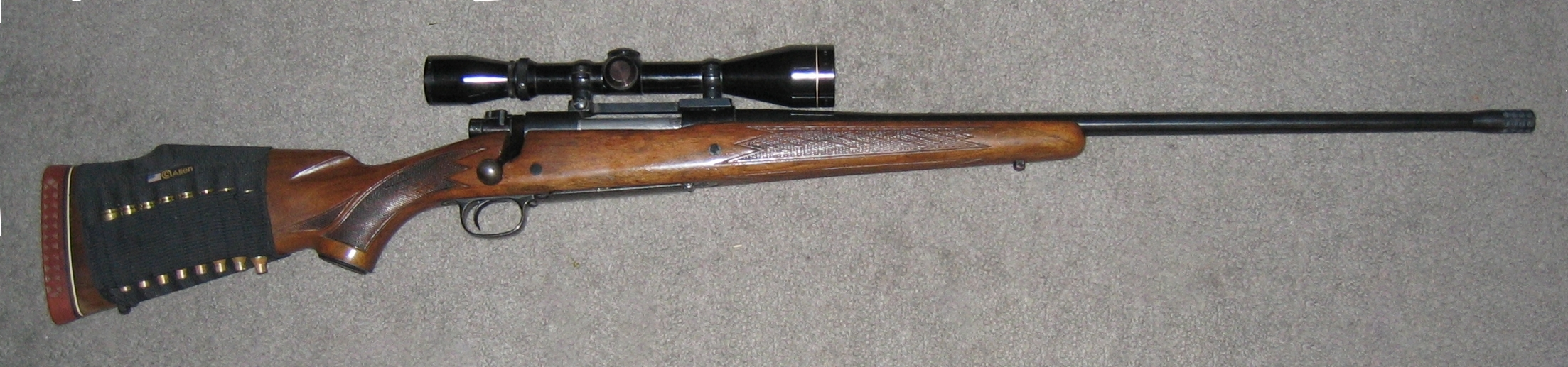
Un Winchester Modelo 70 con mira telescópica, arma preferida por Hathcock

### Evacuación médica
El 16 de septiembre de 1969, la carrera de Hathcock como francotirador tuvo un final repentino en la carretera 1, al norte de la zona de aterrizaje de Baldy, cuando el LVTP-5 en el que viajaba chocó contra una mina antitanque. Hathcock sacó a siete marines del vehículo envuelto en llamas, sufriendo graves quemaduras (algunas de tercer grado) en la cara, los brazos y las piernas, antes de que alguien lo sacara y lo metiera en agua porque no era consciente de la gravedad de las quemaduras. Mientras se recuperaba, Hathcock recibió el Corazón Púrpura. Casi 30 años después, recibió una Estrella de Plata por esta acción. Hathcock y los siete marines que sacó del vehículo fueron evacuados en helicóptero al buque hospital USS Repose, luego a un hospital naval en Tokio y, por último, al centro de quemados del Brooke Army Medical Center de San Antonio, Texas.

### Después de la Guerra de Vietnam
Tras regresar al servicio activo, Hathcock ayudó a crear la Escuela de Francotiradores Exploradores del Cuerpo de Marines en la base de Marines de Quantico, Virginia. Debido a las heridas extremas que sufrió en Vietnam, sufría dolores casi constantes, pero siguió dedicándose a enseñar a francotiradores. En 1975, la salud de Hathcock empezó a deteriorarse y le diagnosticaron esclerosis múltiple. Permaneció en el Cuerpo de Marines, pero su salud siguió empeorando. Sólo le faltaban 55 días para cumplir los 20 años que le habrían dado derecho a la paga de jubilación ordinaria, y recibió una separación por incapacidad permanente. Al ser dado de baja por motivos médicos, recibió el 100% de la paga por invalidez. Si se hubiera retirado después de 20 años, sólo habría recibido el 50% de su último sueldo. Cayó en un estado de depresión cuando se vio obligado a abandonar los Marines porque sentía como si el servicio le hubiera echado. Durante esta depresión, su esposa Jo estuvo a punto de abandonarle, pero decidió quedarse. Hathcock acabó aficionándose a la pesca de tiburones, lo que le ayudó a superar su depresión.
Hathcock dio clases de francotirador a departamentos de policía y a unidades militares selectas, como el SEAL Team Six.
Hathcock tenía un deseo, el cual era presentar el Premio Carlos N. Hathcock en Quantico. (Un premio que recibía un digno graduado de cada clase de francotirador, no debe ser confundido con el premio anual que entrega la Asociación Industrial de la Defensa Nacional. Este premio es otorgado a un miembro de cualquier rama de servicio.)
El nombramiento de un premio a partir de una persona en vida era algo sin precedentes en el Cuerpo de Marines. A pesar de recibir cartas solicitando que el deseo de Hathcock sea cumplido, el Comando del Cuerpo de Marines se negó a cumplirlo.

## Últimos años y muerte
Hathcock dijo una vez que sobrevivió en su trabajo gracias a su habilidad para "entrar en la burbuja", para ponerse en un estado de "concentración total, completa, absoluta", primero con su equipo, luego con su entorno, en el que cada brisa y cada hoja significaban algo, y finalmente con su objetivo. Después de la guerra, un amigo le mostró a Hathcock un pasaje escrito por Ernest Hemingway: "Ciertamente no hay caza como la caza del hombre, y aquellos que han cazado hombres armados el tiempo suficiente y les gusta, nunca se preocupan realmente por nada más a partir de entonces". Copió las palabras de Hemingway en un papel. "Tenía razón", dijo Hathcock. "Era la caza, no la matanza". Hathcock dijo en un libro escrito sobre su carrera como francotirador: "Me gusta disparar y me encanta cazar. Pero nunca he disfrutado matando a nadie. Es mi trabajo. Si no atrapo a esos cabrones, matarán a muchos de estos chicos vestidos de marines. Así es como yo lo veo".
El hijo de Hathcock, Carlos Hathcock III, se alistó más tarde en el Cuerpo de Marines de EE.UU.; se retiró del Cuerpo de Marines como Sargento de Artillería tras seguir los pasos de su padre como tirador y se convirtió en miembro de la Junta de Gobernadores de la Asociación de Tiradores Distinguidos del Cuerpo de Marines.
Hathcock falleció el 22 de febrero de 1999 en Virginia Beach, Virginia, a la edad de 56 años, por complicaciones derivadas de una esclerosis múltiple. Está enterrado en los Woodlawn Memorial Gardens de Norfolk, Virginia.

## Premios y condecoraciones
- Estrella de Plata. Hathcock fue premiado con la Estrella de Plata en 1996 no por su tarea como francotirador, sino por salvar la vida de siete Marines en 1969.
- Corazón Púrpura
- Navy Commendation Medal

## Legado
Hathcock sigue siendo una leyenda en el Cuerpo de Marines de los Estados Unidos. El Premio Sargento de Artillería Carlos Hathcock es concedido anualmente por la Asociación Industrial de Defensa Nacional "para reconocer a una persona que... haya realizado contribuciones significativas en el empleo operativo y las tácticas de los sistemas de armas ligeras que hayan repercutido en la preparación y las capacidades de las fuerzas armadas o policiales de Estados Unidos". La Liga del Cuerpo de Marines (MCL) patrocina un programa anual con 12 categorías de premios, que incluye el Premio Sargento de Artillería Carlos N. Hathcock II, otorgado "a un marine alistado que haya contribuido de forma sobresaliente a la mejora del adiestramiento en tiro". En Camp Lejeune, Carolina del Norte, hay un campo de tiro que lleva el nombre de Hathcock.
En 1967, Hathcock batió el récord de acierto de francotirador a mayor distancia. Utilizó una ametralladora Browning M2 del calibre 50 montada con mira telescópica a una distancia de 2 286 m y mató a un guerrillero del Vietcong. En 2002, este récord fue batido por francotiradores canadienses (Rob Furlong y Arron Perry) del tercer batallón de la Infantería Ligera Canadiense de la Princesa Patricia durante la guerra de Afganistán. Hathcock fue una de las varias personas que utilizaron la ametralladora M2 Browning como fusil de francotirador. Este éxito llevó a la adopción del cartucho 12,7 x 99 OTAN como munición de francotirador viable. La Armería Springfield diseñó una versión muy precisa de su rifle M1A Supermatch con culata McMillan y cañón de calidad de competición y lo bautizó como "M-25 White Feather". El rifle tenía una semejanza de la firma de Hathcock y su "logotipo de la pluma blanca" marcados en el receptor. Turner Saddlery también rindió homenaje a Hathcock produciendo una línea de eslingas de cuero basadas en su diseño. Las eslingas llevan grabada la firma de Hathcock. El 9 de marzo de 2007, el complejo de rifles y pistolas de la Estación Aérea de los Marines de Miramar pasó a llamarse oficialmente Complejo de Campo de Tiro Carlos Hathcock.

### Libros
Hathcock es el tema de varios libros, entre ellos:
- Henderson, Charles W. (1986). Marine Sniper: 93 Confirmed Kills. Stein and Day. ISBN 0-8128-3055-5. reeditado como libro de bolsillo en 1988, ISBN 0-425-10355-2, OCLC 45427612

- Chandler, Roy F. (1997). White feather: Carlos Hathcock USMC scout sniper: an authorized biographical memoir (1.ª edición). Iron Brigade Armory Publishing. ISBN 978-1-885633-09-5. - Páginas totales: 277
- Henderson, Charles W. (2001). Marine Sniper: 93 Confirmed Kills (2.ª edición). Berkley Books. ISBN 978-0-425-18165-2. - Páginas totales: 315
- Henderson, Charles W. (2003). Silent Warrior (1.ª edición). Berkley Books. ISBN 978-0-425-18864-4. - Páginas totales: 336
- Sasser, Charles; Roberts, Craig (1990). One Shot, One Kill (1.ª edición). Pocket Books. ISBN 978-0-671-68219-4. - Páginas totales: 288

## Armamento
Por lo general, Hathcock utilizaba el rifle de francotirador estándar: el Winchester Modelo 70 con recámara para cartuchos Springfield .30-06, con el visor estándar Unertl de 8 aumentos. También utilizó el M40 Remington 700 con recámara para .308 y un visor Redfield 3-9x. En algunas ocasiones, sin embargo, utilizó un arma diferente: la ametralladora M2 Browning, en la que montó un visor Unertl de 8 aumentos, utilizando un soporte fabricado por los metalúrgicos de los SeaBees. Hathcock realizó varias muertes con esta arma a más de 1.000 yardas, incluido su récord de la muerte más larga confirmada a 2.500 yardas (superado desde entonces). Hathcock llevaba una pistola Colt M1911A1 como arma secundaria.

## En la cultura popular
La carrera de Hathcock como francotirador se ha utilizado como base para una gran variedad de francotiradores de ficción, desde el "incidente del disparo a través de la mirilla" hasta el número de muertes que causó.

### Película
El documental H2, Sniper: Inside the Crosshairs (10 de marzo de 2015), mostraba a un equipo de francotiradores que recreaba con éxito el disparo "a través de la mirilla".
La película Sniper (Francotirador), de 1993, protagonizada por Tom Berenger y Billy Zane, se basó libremente en el primer viaje de Hathcock a Vietnam. Las escenas incluyen el disparo "a través de la mirilla", así como el asesinato del General.
En la película de 1998 Saving Private Ryan, el actor Barry Pepper interpreta a un francotirador del ejército estadounidense que elimina a un francotirador alemán disparándole a través de la mirilla de su rifle.

### Televisión
La serie MythBusters de Discovery Channel puso a prueba la cuestión de disparar a otro francotirador a través de su visor. El episodio 67, titulado "Firearms Folklore" (29 de noviembre de 2006) presentaba la prueba: "¿Puede una bala atravesar la mira de un francotirador y matarlo?". Utilizando un rifle de francotirador SWAT estándar de la industria policial y munición de competición policial estándar, los MythBusters efectuaron varios disparos a un rifle con visor montado en un maniquí de gel balístico. La bala no alcanzó al muñeco: fue detenida o desviada por las múltiples capas de lentes de la mira, dejando al muñeco relativamente ileso. Sin pruebas claras de que una bala pueda atravesar una mira telescópica, los Cazadores de Mitos decidieron calificar el mito de "falso". Pero, debido al gran debate suscitado entre los telespectadores, se volvió a tratar en el episodio 75. Utilizando un visor de época (esta historia tiene su origen en los informes de Carlos Hathcock en la guerra de Vietnam, y el visor utilizado por el oponente de Hathcock no tenía los numerosos elementos ópticos internos de los visores probados), se comprobó que era verosímil.
Hathcock fue mencionado en el episodio del NCIS "One Shot, One Kill", cuando se encontró una pluma blanca en dos escenas del crimen en las que las víctimas fueron abatidas por un francotirador. El protagonista de la serie, el agente especial Leroy Jethro Gibbs, antiguo francotirador explorador de los Marines, se dio cuenta de la importancia de la pluma como "tarjeta de visita" del autor del crimen, en referencia al apodo de Hathcock durante la guerra de Vietnam ("White Feather Sniper"). Atribuye a Hathcock "39 muertes confirmadas", aparentemente trasponiendo los dígitos de las 93 muertes confirmadas reales de Hathcock.
En la primera temporada de JAG, en el decimosexto episodio ("High Ground"), el Sargento de Artillería Ray Crockett (interpretado por Stephen McHattie) está basado en Hathcock. Crockett es un instructor de francotiradores en Quantico, Virginia, que cree que está siendo "forzado a retirarse del servicio", poco antes de su retiro. Él hace la afirmación de que él "escribió la mayor parte del libro" sobre operaciones de francotirador. El personaje Rabb menciona un incidente en el que Crockett detuvo a una unidad del EVN al eliminar a su oficial con el primer tiro. En Beirut, Crockett usó una Browning M2 para matar a un francotirador enemigo que se encontraba a 2 500 metros. Para finalizar, Crockett es un campeón de la Copa Wimbledon.
En el cuarto episodio de la primera temporada del show de CBS Criminal Minds: Suspect Behavior el criminal perseguido por el equipo célula roja de la Unidad de Análisis de Conducta es un francotirador, interpretado por Noel Fisher. Fisher le envía un paquete a Mick Rawson (interpretado por Matt Ryan) del equipo BAU, conteniendo un localizador que usa para avisarle a Rawson de sus próximos asesinatos; él firma el paquete como "Carlos Hathcock", el cual Rawson explica compartiendo la hazaña de las 93 bajas confirmadas por Hathcock durante la Guerra de Vietnam, donde también enfrentó al mejor francotirador del EVN, conocido únicamente como 'Cobra' (imitando así el suceso, ya que Rawson también es un habilidoso francotirador).
El duelo de Hathcock con Cobra se mencionó en el programa de History Channel Sniper - Inside The Crosshairs en 2016. Al igual que en Cazadores de Mitos, este programa también puso a prueba la cuestión de si disparar a un francotirador a través de su mirilla era posible y llegó a la conclusión de que era muy plausible después de cuatro disparos de un francotirador de la Infantería de Marina moderna.

### Libros
El escritor Stephen Hunter ha admitido en numerosas ocasiones que tomó de Hathcock la inspiración para el personaje de su serie Bob Lee Swagger.
En la tercera entrega (Rain Storm) de las serie de Barry Eisler, basadas en su personaje John Rain, hay una escena donde están Rain y un compañero veterano de Vietnam llamado Dox. Dox fue un marine francotirador que tuvo dificultades con un militar de rango superior, ya que este sospechaba de su mala actitud, diferente a la de la conducta correcta del resto de los francotiradores. Dox le cuenta a Rain que causó varias bajas a más de 1000 yardas de distancia y afirma: "Nada mal para alguien temperamentalmente inestable, yo diría que Carlos Hathcock estaría orgulloso." Rain le cuenta que él conoció a Hathcock en Vietnam, a lo que Dox exclama: "¡No, tú sí que conociste al hombre!"
Mucha de la información sobre el pasado del personaje Price en el libro y película de Robert James Waller Puerto Vallarta Squeeze está inspirada en Hathcock. Varias historias sobre Price, contadas por él mismo, vienen directamente del libro 'Marine Sniper: 93 Confirmed Kills' de Charles W. Henderson.

## Nota
- Esta obra contiene una traducción parcial derivada de «Carlos Hathcock» de Wikipedia en inglés, concretamente de esta versión, publicada por sus editores bajo la Licencia de documentación libre de GNU y la Licencia Creative Commons Atribución-CompartirIgual 4.0 Internacional.